# روبرت سيديل
روبرت سيديل (12 مارس 1918 – 1982) هو ملاكم سويسري راحل، مثّل بلاده في الألعاب الأولمبية الصيفية 1936.

## روابط خارجية
روبرت سيديل على موقع أوليمبيديا (الإنجليزية)